# Johann Bernhard Merian
Pour les articles homonymes, voir Merian.
Johann Bernhard Merian, ou Jean-Bernard Mérian en français, né à Liestal, le 28 septembre 1723 et mort à Berlin le 12 février 1807, est un philosophe suisse.

## Biographie
Fils de Jean-Rodolphe Mérian, il suit ses études au collège et à l'université de Bâle. Après plusieurs choix, il devient ecclésiastique. Après avoir séjourné quelque temps à Amsterdam où l'échevin Witt lui confia l’éducation de son fils, il se rend à Berlin et choisit bientôt la Prusse pour sa patrie adoptive. Sur la recommandation de Bernoulli, il est attaché à l'Académie de Berlin. 
Mérian défend son bienfaiteur contre König dans la querelle sur la découverte des principes de la moindre action pour laquelle il publi un grand nombre de Mémoires.
Mérian combat également la philosophie de Wolff. Tous les sujets qu'il traite ont pour objet des matières de métaphysique ou de morale : l’Apperception de notre existence ; l’Existence des idées dans notre âme ; l’Action, la puissance et la liberté ; le Principe des indiscernables ; le Premier principe de Leibniz et celui de Locke relativement à l’origine de nos idées ; le Sens moral, le Désir, l’lntensité du plaisir et de la peine ; le Suicide, etc.
Ses écrits sont insérés dans les Mémoires de l'Académie de Berlin. Il s’occupe également de l'ouvrage de David Hume, Recherches sur l’entendement humain, et il en donna une traduction en 2 volumes. Il publie aussi en 1770 un ouvrage intitulé, Système du monde, qui a été réimprimé à Paris, 1781, in-−8°. 
Devenu directeur de la classe des belles-lettres en 1770, Mérian continue à s'occuper de philosophie, et plus précisément à des sujets de littérature. Il consigne le résultat de ses réflexions dans des Mémoires ; il publie également une Traduction du poème de Claudien sur l’enlèvement de Proserpine en 2 volumes, précédée d’une Dissertation sur cet auteur. Enfin, il a fait plusieurs Éloges, entre autres celui de Formey.

## Sources
- François-Xavier de Feller, Dictionnaire historique, t. 9, Lille, L. Lefort, 1833, p. 124-125.